# Eraldo Volontè
Luigi Eraldo Volonté (Milano, 5 febbraio 1918 – Milano, 23 ottobre 2003) è stato un sassofonista italiano.

## Biografia
Inizia a studiare musica spinto dalla famiglia, che lo indirizza allo studio del violino, strumento nel quale si diploma al Conservatorio Giuseppe Verdi di Milano.
Volontè inizia ad appassionarsi al jazz, anche grazie al Circolo del Jazz Hot fondato da Gian Carlo Testoni a Milano, e abbandona quindi una possibile carriera come violinista nella musica classica per studiare da autodidatta il clarinetto ed il saxofono (in particolare il sax tenore).
Il debutto avviene nel 1940, anno in cui si esibisce con Max Springher (violinista jazz con uno stile simile a quello di Stéphane Grappelli); negli anni successivi entra dapprima nell'Orchestra del Momento di Aldo Rossi, poi nella Big band di Enzo Ceragioli (dove conosce un altro saxofonista, Piero Cottiglieri), e forma poi nel 1947 un proprio gruppo, l'Orchestra di Eraldo Volontè, con cui nel 1949 vince il festival del Jazz di Firenze (nel 2000 l'etichetta Riviera Jazz ha pubblicato in cd alcune registrazioni dell'orchestra risalenti agli anni Quaranta).
Forma negli anni cinquanta un trio con Gil Cuppini alla batteria e Giampiero Boneschi al pianoforte, con cui si esibisce nei momenti liberi dagli altri impegni musicali; inizia poi a lavorare come musicista in numerosi programmi radiofonici e televisivi, accompagnando tra gli altri la cantante Mara Moris, che diventa la sua compagna.
Tramite Walter Guertler, il discografico fondatore della Jolly e della Celson, titolare anche della Music e di altre etichette, Volontè cominciò anche l'attività di session man, suonando in numerosi dischi soprattutto di rock'n'roll (come i primi 45 giri di Adriano Celentano), formando con altri jazzisti (tra cui il contrabbassista Marco Ratti e il batterista Leonello Bionda) il complesso Eraldo Volontè & His Rockers.
Alla fine del decennio fonda un quintetto, con Sergio Fanni alla tromba, Alceo Guatelli al contrabbasso, Renato Angiolini al pianoforte e Leonello Bionda alla batteria; con questa formazione, nel gennaio del 1958, partecipa alla terza edizione del Festival Internazionale del Jazz di Sanremo.
Con Fanni suonerà in seguito nel quintetto del contrabbassista Giorgio Azzolini, con Bruno Biriaco alla batteria e Franco D'Andrea al pianoforte; viene poi coinvolto nel 1962 da Giorgio Gaslini nella realizzazione dell'album Quando canta Rabagliati, in cui Alberto Rabagliati ripropone in chiave jazz alcuni dei suoi più noti successi (oltre a Gaslini e a Volontè, nel disco, che nel 1967 viene ristampato dalla Dischi Ricordi, suonano tra gli altri Franco Cerri e il violinista Sergio Almangano).
Con Gaslini suona anche nel disco Grido, pubblicato nel 1969 dalla Durium, in cui sono anche presenti Fanni, Steve Lacy al sax soprano e Bruno Crovetto al contrabbasso.
Negli anni settanta forma l'Eraldo Volontè Quartet, con Stefano Cerri al basso, Roberto Haliffi alle percussioni, Giancarlo Pillot alla batteria e Guido Manusardi al pianoforte, realizzando dischi in cui il jazz viene spesso contaminato con ritmi africani e melodie orientali (come nell'album Safari del 1975).
Eraldo Volontè si è anche occupato di sonorizzazioni per documentari televisivi e spettacoli teatrali, collaborando spesso con Antonio Dammicco.
Si spegne ad 85 anni nella sua Milano il 23 ottobre 2003; dopo la cremazione, le sue ceneri vengono portate al Cimitero Maggiore, e tumulate in una celletta.

## Discografia parziale

### Singoli
- 1949 - Crescendo in Be-Bop/Stasera, Bebop! (la Voce del Padrone, HN 2614; come Eraldo Volontè e la sua Orchestra)

### Album
- 1958 - Eraldo Volontè Quintetto (Astraphon, 1223; come Eraldo Volontè e Quintetto)
- 1963 - My Point of View (Durium, 30-077; come Eraldo Volontè)
- 1966 - Jazz (now) in Italy (Equipe, EQLP 1001; come Eraldo Volontè)
- 1968 - Free and loose (Windsor, URLPS 1001.; come Eraldo Volontè)
- 1975 - Safari (Carosello, CLE 21021; come Eraldo Volontè Quartet)
- 2000 - Jazz in Italy in the 40s (Riviera Jazz, RJR CD 006; registrazioni a nome Eraldo Volontè e la sua orchestra, risalenti agli anni quaranta)
- 2002 - By night - Impressions (Giallo Records, MMM 107; registrazioni a nome Eraldo Volontè ed il suo Quintetto e Mara Moris & Eraldo Volonte e Quintetto, risalenti agli anni cinquanta; completano il disco brani di altri jazzisti come Aldo Pagani, Gil Cuppini, Tony De Vita e Franco Davis)

### EP
- 1957 - Eraldo Volontè ed il suo Quintetto (Astraphon, E.1223; come Eraldo Volontè e il suo Quintetto)
- 1957 - Sings for you (Astraphon, E.1224; come Mara Moris & Eraldo Volontè e Quintetto)